# JT Storage
JT Storage (znane również jako JTS Corporation) – przedsiębiorstwo branży informatycznej, produkujące niskobudżetowe dyski twarde IDE do komputerów osobistych, działające w latach 1994–1999.

## Historia
Przedsiębiorstwo mieściło się w San Jose, w Kalifornii. Założone zostało w 1994 roku przez „Jugi’ego” Tandona – wynalazcę dwustronnej stacji dysków elastycznych i założyciela Tandon Corporation – oraz Toma Mitchella, współzałożyciela firmy Seagate i byłego prezesa Seagate oraz Conner Peripherals.
Przedsiębiorstwo w późniejszym okresie połączyło się z Atari Corporation, a w roku 1999 ogłosiło upadłość.